# Sjötorpasjön (Norra Kyrketorps socken, Västergötland)
Sjötorpasjön är en sjö i Skövde kommun i Västergötland och ingår i Göta älvs huvudavrinningsområde. Sjön är 16 meter djup, har en yta på 0,141 kvadratkilometer och befinner sig 140,1 meter över havet.

## Delavrinningsområde
Sjötorpasjön ingår i det delavrinningsområde (647494-138376) som SMHI kallar för Mynnar i Ömboån. Medelhöjden är 209 meter över havet och ytan är 48,07 kvadratkilometer. Det finns inga delavrinningsområden uppströms utan avrinningsområdet är högsta punkten. Svesån som avvattnar avrinningsområdet har biflödesordning 5, vilket innebär att vattnet flödar genom totalt 5 vattendrag innan det når havet efter 255 kilometer. Delavrinningsområdet består mestadels av skog (36 %), öppen mark (14 %) och sankmarker (11 %). Avrinningsområdet har 0,26 kvadratkilometer vattenytor vilket ger det en sjöprocent på 0,5 %. Bebyggelsen i området täcker en yta av 13,24 kvadratkilometer eller 28 % av avrinningsområdet.

## Galleri

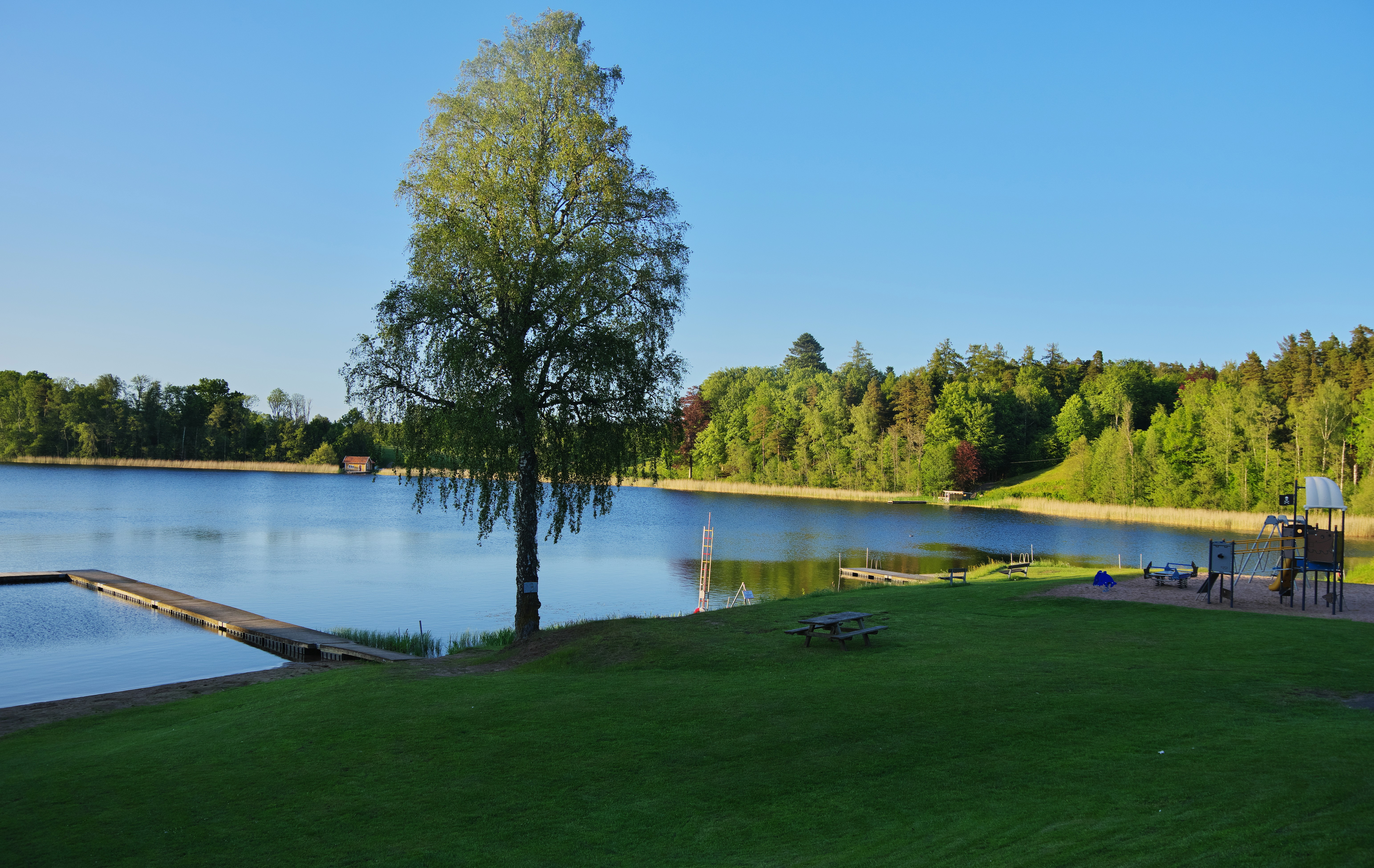
Badplatsen